# Marcgravia subcaudata
Marcgravia subcaudata är en tvåhjärtbladig växtart som beskrevs av Ernest Friedrich Gilg och Werderm. Marcgravia subcaudata ingår i släktet Marcgravia och familjen Marcgraviaceae. Inga underarter finns listade i Catalogue of Life.